# Atletica leggera ai Giochi olimpici intermedi - 110 metri ostacoli
Ai Giochi olimpici intermedi di Atene 15 atleti parteciparono alla gara dei 110 metri ostacoli. La prova si tenne nei giorni 30 aprile (qualificazioni e ripescaggi) e 1º maggio (Finale) nello Stadio Panathinaiko.

## L'eccellenza mondiale
| Record olimpico: Parigi 1900  | 15"4 | Alvin Kraenzlein | Ritirato 1902 |
| Migliore prest. mondiale 1905 | 15"4 | Harry Hillman    | Presente      |

## Risultati
| 3 batterie | 15 partenti   | Si qualificano solo i vincitori. I secondi disputano lo spareggio per i due posti rimanenti. |
| Finale     | 5 concorrenti |                                                                                              |

Il favorito è il campione degli Stati Uniti Hugo Friend. I vincitori delle tre batterie sono Friend, Healey e Leavitt. Duncker vince la batteria di ripescaggio.
In finale Friend incoccia contro il primo ostacolo ed è subito fuori gioco. Il connazionale Leavitt e il britannico Healey conducono la gara appaiati fino all'ultimo metro. Dopo una lunga discussione, i giudici decidono di assegnare la vittoria a Leavitt.
| Pos     | Paese       | Atleta          | Età | Tempo ufficiale | Tempo ufficioso |
| ------- | ----------- | --------------- | --- | --------------- | --------------- |
| Oro     | Stati Uniti | Robert Leavitt  | 23  | 16"2            |                 |
| Argento | Regno Unito | Alfred Healey   | 31  | 16"2            |                 |
| Bronzo  | Germania    | Vincent Duncker | 22  |                 | 16"3            |
| 4       | Stati Uniti | Hugo Friend     |     | n/d             | n/d             |
| 5       | Francia     | Henri Molinié   |     | n/d             | n/d             |